# Kriminologija
Kriminologija je znanost koja proučava zločin kao socijalni fenomen te uključuje povod, posljedice, razvoje i ponašanje kriminala i utjecaj zakona. Kriminologija koristi znanstvenu metodu da bi testirala hipotezu i razvila teoriju kako je počinjen zločin. Iako radi isti posao (hvatanje zločinaca, zatvaranje, otkrivanje, sprečavanje zločina itd.), kriminologija se udaljava od zakona koji koristi policija, sudstvo i druga politička tijela. 

## Povijest
I prije nego što se konstituirala kao samostalna znanost kriminološka problematika obrađivana je od strane raznih drugih znanosti kao što su psihologija, filozofija, kazneno pravo i drugih srodnih znanosti. Problem i etiologiju su obrađivali i grčki mislioci Aristotel i Platon.
Međutim, kriminologija svoje ime prvi put dobiva tek u 19. stoljeću. Naime, pojam kriminologije prvi put je upotrijebio francuski antropologa Paul Topinard u njegovom djelu "Antropologija". Talijanski pravnik, jedan od začetnika talijanske antropološke škole, Raffaele Garofalo preuzima pojam kriminologije i svom djelu daje naziv "Kriminologija". U početku razvoja kriminologije njen glavni zadatak je bio izučavanje osobnosti delinkventa. Tek kasnije se počela više obraćati pažnja i na samo kazneno djelo. Ove dvije pojave izučavane su s različitih gledišta: biološkog, psihološkog, sociološkog i psihopatološkog što je dovelo do razvoja različitih kriminoloških disciplina kao što su: kriminalna antropologija, kriminalna psihologija, kriminalna biologija i druge.

## Teorije zločina
Postoji niz socioloških smjerova u kriminologiji: teorija devijantnoga ponašanja, teorija socijalnog interakcionizma, teorija kulturnoga konflikta, teorija potkultura, teorija socijalne dezorganizacije, teorija diferencijalne asocijacije, teorija anomije, teorija otuđenja itd.